# H5N1
H5N1 je podtip virusa ptičje gripe i uzročnik virusnog oboljenja pandemijskih razmjera, koje se prenosi na mnoge vrste uključujući i čovjeka. Stručnjaci vjeruju da virus zadržava mogućnost mutacije u oblik koji se lako prenosi među ljudima. Sam naziv H5N1 se odnosi na podtipove antigena koji su prisutni na površini virusa: hemaglutinin 5 i neuraminidaza 1.
Virus je ispočetka zamijećen kao uzročnik endemske zaraze milijunskih populacija peradi jugoistoka Azije, da bi do danas, zahvaljujući svojstvu brzog prijenosa, postao široko rasprostranjen među brojnim drugim populacijama ptica. U povijesti su slučajevi zaraze češće zabilježeni u jako napučenim sredinama u kojima zajedno žive ljudi i životinje-prijenosnici. Vodene ptice selice (labudovi, divlje patke i guske) su očigledni prirodni, a domaća perad neposredni prijenosnik zaraze, bilo putem izdvajanja hrandibenih proizvoda, bilo putem izmeta koji se koristi kao gnjojivo.
H5N1 je antigenskim tokom mutirao u desetke visokopatogenih varijacija koje sve pripadaju dominantonme genotipu Z. Taj se endemski genotip pojavio 2002. iz ranije poznatog visoko patogenog genotipa. Kod ptica je epizoogeno po prvi puta pronađen u Kini 1996., a kod čovjeka u Hong Kongu 1997., pa razlikujemo dva genska kladona od kojih se jedan lakše prenosi na čovjeka i predstavlja opasnost.
Mutirane varijacije od kojih obolijevaju ostale vrste životinja, nisu nužno opasne za ljude (većina je oboljelih pojedinaca bila u izravnom kontaktu sa zaraženim pticama). Panzoogeno (bolest koja zahvaća životinje različitih vrsta na širem području) širenje je zaustavljeno pomorom čitavih populacija domaće peradi koje su obitavale na istome teritoriju.
Budući da nisu poznati svi slučajevi infekcije virusom H5N1, smrtnost se iz prijašnjih pandemija gripe može samo predviđati na 2.5-5% ukupne populacije. Najgori scenarij nepoznate vjerojatnosti ukazuje na izravnu smrt 150 milijuna ljudi. Ostali podtipovi virusa ptičje gripe, potvrđeni kod čovjeka i poredani prema broju smrtnih slučajeva, su: H1N1 uzročnik "španjolske gripe", H2N2 uzročnik "azijske gripe", H3N2 iznimno otporni uzročnik "hongkonške gripe", H7N7, H1N2 "svinjska gripa" – endemski patogen kod ljudi i svinja, H9N2, H7N2, H7N3, H10N7. Od sezonske gripe u SAD-u svake godine oboli i umre 36 000 ljudi.

## Dijagnoza
Zaražene ptice H5N1 prenose slinom, sekretom iz nosa i fecesom. Ostale se ptice mogu zaraziti u izravnom kontaktu s iscjetkom, ili površinom koja je kontaminirana zaraženom tvari.
Budući da pripadaju istoj porodici virusa, simptomi obolijevanja od H5N1 kod zaraženih osoba ispočetka nalikuju onima kod obične gripe, uključujući: vrućicu, kašalj, grlobolju, mišićnu iscrpljenost. S vremenom se kod ozbiljnijih slučajeva kao mogući uzrok smrti pojavljuje i upala pluća i zatajenje dišnog sustava (višestruke infekcije pluća, voda u poplućnom prostoru, ožiljci i rupe u plućnom tkivu, povećani limfni čvorovi...).
Trenutna metoda sprječavanja zaraze u životinjskim populacijama, korištena na milijunskim jedinkama peradi u Aziji, uključuje uništavanje zaraženih i potencijalno sumnjivih životinja. Oseltamivir je, uz rimantadin, naznačajniji lijek koji inhibira širenje virusa gripe u tijelu pacijenta (farmaceutska ga industrija izdaje pod nazivom Tamiflu). Isti se našao u žarištu brojnih vlada i organizacija koje su vršile pripreme za moguću pandemiju ptičje gripe, uključujući i Hrvatsku.

## Rasprostranjenost
Istraživanja koja se provode od 1997. samo prate evolutivnu moć ovih virusa koji mijenjaju svoju antigeničnost i mutiraju skupine gena, šireći opseg ugroženih ptica-domaćina, patogenost sustavnih infekcija sisavaca i vlastitu stabilnost u okolišu.
| Država                                         | Godine obavještavanja | Godine obavještavanja | Godine obavještavanja | Godine obavještavanja | Godine obavještavanja | Godine obavještavanja | Godine obavještavanja | Godine obavještavanja | Godine obavještavanja | Godine obavještavanja | Godine obavještavanja | Godine obavještavanja | Uredi tablicu Ukupno | Uredi tablicu Ukupno | Uredi tablicu Ukupno |
| ---------------------------------------------- | --------------------- | --------------------- | --------------------- | --------------------- | --------------------- | --------------------- | --------------------- | --------------------- | --------------------- | --------------------- | --------------------- | --------------------- | -------------------- | -------------------- | -------------------- |
| Država                                         | 2003.                 | 2003.                 | 2003.                 | 2004.                 | 2004.                 | 2004.                 | 2005.                 | 2005.                 | 2005.                 | 2006.                 | 2006.                 | 2006.                 | Uredi tablicu Ukupno | Uredi tablicu Ukupno | Uredi tablicu Ukupno |
| Država                                         | zaraza                | smrti                 | smrti                 | zaraza                | smrti                 | smrti                 | zaraza                | smrti                 | smrti                 | zaraza                | smrti                 | smrti                 | zaraza               | smrti                | smrti                |
| Azerbajdžan                                    |                       |                       |                       |                       |                       |                       |                       |                       |                       | 8                     | 5                     | 63%                   | 8                    | 5                    | 63%                  |
| Džibuti                                        |                       |                       |                       |                       |                       |                       |                       |                       |                       | 1                     | 0                     | 0%                    | 1                    | 0                    | 0%                   |
| Egipat                                         |                       |                       |                       |                       |                       |                       |                       |                       |                       | 14                    | 6                     | 43%                   | 14                   | 6                    | 43%                  |
| Indonezija                                     |                       |                       |                       |                       |                       |                       | 19                    | 12                    | 63%                   | 44                    | 36                    | 82%                   | 63                   | 48                   | 76%                  |
| Irak                                           |                       |                       |                       |                       |                       |                       |                       |                       |                       | 2                     | 2                     | 100%                  | 2                    | 2                    | 100%                 |
| Kambodža                                       |                       |                       |                       |                       |                       |                       | 4                     | 4                     | 100%                  | 2                     | 2                     | 100%                  | 6                    | 6                    | 100%                 |
| NR Kina                                        | 1                     | 1                     | 100%                  |                       |                       |                       | 8                     | 5                     | 63%                   | 12                    | 8                     | 67%                   | 21                   | 14                   | 67%                  |
| Tajland                                        |                       |                       |                       | 17                    | 12                    | 71%                   | 5                     | 2                     | 40%                   | 2                     | 2                     | 100%                  | 24                   | 16                   | 67%                  |
| Turska                                         |                       |                       |                       |                       |                       |                       |                       |                       |                       | 12                    | 4                     | 33%                   | 12                   | 4                    | 33%                  |
| Vijetnam                                       | 3                     | 3                     | 100%                  | 29                    | 20                    | 69%                   | 61                    | 19                    | 31%                   |                       |                       |                       | 93                   | 42                   | 45%                  |
| Ukupno                                         | 4                     | 4                     | 100%                  | 46                    | 32                    | 70%                   | 97                    | 42                    | 43%                   | 97                    | 65                    | 67%                   | 244                  | 143                  | 59%                  |
| Izvor: Svjetska zdravstvena organizacija (WHO) |                       |                       |                       |                       |                       |                       |                       |                       |                       |                       |                       |                       |                      |                      |                      |

## Građa virusa
- Virusi su vrsta mikroskopskih parazita koja inficira stanice živih organizama. 
  - Orthomyxoviridae su porodica RNK virusa, koja obuhvaća uzročnike gripe i kralježnjačke parazite. Sadrže 7 do 8 dijelova linearne jednostruko zavijene molekule RNK.
    - Influnezavirusi A su rod virusa ptičje gripe koji sadrži 10 gena:
      - HA kodira hemaglutinin, antigenski glikoprotein na površini virusa koji stvaranjem izdanaka uvjetuje njegovo vezanje za zaraženu stanicu.
      - NA kodira neuraminidazu, enzim koji se veže na površini virusa kako bi pomagao u otpuštanju novostvorenih čestica iz stanice-domaćina.
      - M kodira matične proteine te, uz prethodna dva proteina, stvara virusnu kapsidu. M1 se veže na virusu RNK, a M2 stvara memrbanski kanal i tako otpušta sadržaj virusa u stanicu.
      - NP kodira nukleoprotein.
      - NS kodira dva nestrukturalna proteina koji su nositelji patogenih obilježja. NS1 uvjetuje stanični transport i translaciju RNK, te se smatra odgovornim za citokinski odgovor protiv makrofaga, a NEP posreduje izvoz vRNP-a.
      - PA, PB1 i PB2 kodiraju proteine koji su glavne sastavnice virusne polimeraze (potrebna za replikaciju), osim PB1-F2 koji je i značajan čimbenik patogenosti.

Antivirusni lijekovi su se otkrili upravo proučavanjem uloge esencijalnih virusnih proteina, hemaglutinina, neuraminidaze i M2, vršeći svoju funkciju na istom principu na kojem se protiv virusa bore antitijela koja proizvodi imunološki sustav oboljelih.